# Scarus falcipinnis
Scarus falcipinnis е вид бодлоперка от семейство Scaridae. Видът не е застрашен от изчезване.

## Разпространение и местообитание
Разпространен е в Британска индоокеанска територия (Чагос), Кения, Коморски острови, Мавриций, Мадагаскар, Мозамбик, Оман, Реюнион, Сейшели, Танзания и Френски южни и антарктически територии (Нормандски острови).
Обитава крайбрежията на океани, морета и рифове. Среща се на дълбочина от 1,5 до 3 m, при температура на водата около 27,1 °C и соленост 35,1 ‰.

## Описание
На дължина достигат до 60 cm, а теглото им е максимум 3000 g.